# New Mexico State Treasurer

Das große Siegel von New Mexico

Der New Mexico State Treasurer gehört zu den konstitutionellen Ämtern des Staates New Mexico. Der Amtsinhaber fungiert als Chefbankier von New Mexico.
Das Amt wurde im Jahr 1912 mit einer fünfjährigen Amtszeit geschaffen. Der Amtsinhaber wird durch die wahlberechtigte Bevölkerung von New Mexico gewählt. Zu den Wahlen im Jahr 1916 wurde die Amtszeit auf zwei Jahre reduziert mit der Möglichkeit einer einmaligen Wiederwahl. Die Amtszeit wurde zu den Wahlen im Jahr 1970 dann auf vier Jahre verlängert. Eine Wiederwahl war nicht möglich. Zu den Wahlen im Jahr 1990 erfolgte eine weitere Änderung. Die Amtszeit verblieb bei vier Jahren. Dafür wurde die Möglichkeit einer einmaligen Wiederwahl eingeräumt.
Der amtierende New Mexico State Treasurer ist Tim Eichenberg, welcher seinen Posten am 1. Januar 2015 antrat.

## Liste der New Mexico State Treasurers
| #  | State Treasurer         | Amtszeit  | Parteizugehörigkeit |
| -- | ----------------------- | --------- | ------------------- |
| 1  | Owen N. Marron          | 1912–1916 | Demokrat            |
| 2  | H. L. Hall              | 1917–1918 | Demokrat            |
| 3  | Charles U. Strong       | 1919–1922 | Republikaner        |
| 4  | O. A. Matson            | 1922      | Republikaner        |
| 5  | John W. Corbin          | 1923      | Demokrat            |
| 6  | Warren R. Graham senior | 1923–1928 | Demokrat            |
| 7  | Emerson Watts           | 1929–1930 | Republikaner        |
| 8  | Warren R. Graham senior | 1931–1933 | Demokrat            |
| 9  | Clinton Presba Anderson | 1933–1934 | Demokrat            |
| 10 | James J. Connelly       | 1935–1938 | Demokrat            |
| 11 | Rex French              | 1939–1942 | Demokrat            |
| 12 | Guy Shepard             | 1943–1946 | Demokrat            |
| 13 | H. R. Rodgers           | 1947–1950 | Demokrat            |
| 14 | R. H. Grissom           | 1951–1954 | Demokrat            |
| 15 | Joseph B. Grant         | 1955–1958 | Demokrat            |
| 16 | Joe Callaway            | 1959–1962 | Demokrat            |
| 17 | Joseph B. Grant         | 1963–1966 | Demokrat            |
| 18 | H. E. Thomas junior     | 1967      | Republikaner        |
| 19 | Merrill B. Johns junior | 1968      | Republikaner        |
| 20 | Jesse D. Kornegay       | 1969–1974 | Demokrat            |
| 21 | Edward M. Murphy        | 1975–1978 | Demokrat            |
| 22 | Jan Alan Hartkey        | 1979–1982 | Demokrat            |
| 23 | Earl E. Hartley         | 1983–1985 | Demokrat            |
| 24 | James B. Lewis          | 1986–1990 | Demokrat            |
| 25 | David W. King           | 1991–1994 | Demokrat            |
| 26 | Michael A. Montoya      | 1995–2002 | Demokrat            |
| 27 | Robert E. Vigil         | 2003–2005 | Demokrat            |
| 28 | Douglas M. Brown        | 2005–2006 | Republikaner        |
| 29 | James B. Lewis          | 2006–2014 | Demokrat            |
| 30 | Tim Eichenberg          | seit 2015 | Demokrat            |

## Geschichte von Korruption
Während der letzten Jahrzehnte gab es im Office of New Mexico State Treasurer mehrere Korruptionsfälle:
- Im Jahr 1975 bekannte sich der ehemalige demokratische State Treasurer Jesse D. Kornegay der Meineid-Vorwürfe für schuldig und saß seine Zeit im Bundesgefängnis ab.[2]
- Im Dezember 1984 wurden der staatliche Investmentbeauftragte Phillip Troutman und der Deputy State Treasurer Ken Johnson verhaftet. Sie wurden 1985 wegen Verabredung zu Begehung einer Erpressung für schuldig befunden. Beide haben einer New York Bank mitgeteilt, das Staatsgelder dort nicht investiert werden würden, es sei denn, die Bank leiste eine politische Spende. Beide wurden zu zwei Jahren im Gefängnis und zu je einer Geldstrafe in Höhe von 5.000 Dollar verurteilt.[2] Der Gouverneur von New Mexico Toney Anaya ernannte James B. Lewis zum Nachfolger von Johnson.
- Im Jahr 1985 bekannte sich der demokratische State Treasurer Earl Hartley der strafbaren Handlungen im Amt für schuldig. Hartley hat mehr als 4.000 Dollar von der Western State Treasurers Association veruntreut. Das Gericht verurteilte ihn das Geld zurückzuzahlen einschließlich einer Geldstrafe in Höhe von 1.000 Dollar. Der demokratische Gouverneur von New Mexico Toney Anaya begnadigte ihn 1986. Sogar nachdem er sich für schuldig bekannt hatte, beharrte Hartley darauf kein Verbrechen begannen zu haben.[2]
- Der demokratische State Treasurer David W. King sagte als Hauptbelastungszeuge gegen den früheren State Treasurer Division Manager Joseph O. Garcia aus, welcher 1993 von King gefeuert wurde. Garia wurde wegen Bestechung eines Beamten angeklagt, nachdem er angeblich King Geld geboten hatte, um einem Investmentplan eines Unternehmens aus Arizona zuzustimmen. Das Gerichtsverfahren endete mit einem Freispruch für Garcia.[1]
- Im Jahr 2005 bekannte sich der ehemalige demokratische State Treasurer Michael A. Montoya der Bundesanklage wegen Erpressung für schuldig und im Jahr 2007 wegen Racketeering. Montoya wurde zu vier Jahren im Gefängnis verurteilt.[2]
- Im Jahr 2006 sprach eine Jury den ehemaligen demokratischen State Treasurer Robert E. Vigil wegen einer versuchten Erpressung für schuldig, sprach ihn aber wegen 23 weiterer Erpressungen und Racketeering frei. Vigil war ein Protegé von Michael A. Montoya. Er saß zwei Jahre und zwei Monate im Bundesgefängnis.[2] Der demokratische Gouverneur von New Mexico Bill Richardson ernannte den Republikaner Douglas M. Brown zu seinem Nachfolger, als Vigil im Dezember 2005 von seinem Posten zurücktrat.